# Josué Gómez Del Rosal
Josué Gómez Del Rosal (Huejutla, Hidalgo; 6 de julio de 1999) es un futbolista mexicano, juega como Mediocampista y su equipo actual es el Tepatitlán F.C. de la Liga de Expansión MX.

## Trayectoria
Formación en Alebrijes y Pachuca
Inició jugando en la categoría sub-15 de Alebrijes de Oaxaca en 2014 y para 2015 pasó a las fuerzas básicas del Club de Fútbol Pachuca. Tuvo actividad con el Alto Rendimiento Tuzo, con la categoría sub-17, sub-20, el equipo de Tercera División y el de Liga Premier.

### Club de Fútbol Pachuca
Debutó con el primer equipo el 28 de enero de 2020, siendo titular en la victoria de 3-1 sobre Venados Fútbol Club en la vuelta de los octavos de final de la temporada de copa de ese año.
En primera división debutó 3 días después, entrando de cambio por Colim Kazim Richards en una victoria por 2-0 sobre Tigres de la UANL.

### Tlaxcala Fútbol Club
Para 2021 se incorporó a Tlaxcala Fútbol Club donde no tuvo mucha actividad.

### Alebrijes de Oaxaca
Llegaría al conjunto oaxaqueño para el Apertura 2021, donde empezaría a tener más minutos.

### Atlético Morelia
Para el 2024 llegaría al equipo purépecha como el tercer refuerzo.